# Bandiera dell'Abruzzo

Bandiera dell'Abruzzo

La bandiera dell'Abruzzo è – de facto – il vessillo ufficiale di tale regione italiana a statuto ordinario, disciplinato dalle leggi regionali n. 26 del 22 luglio 1986, n. 29 del 21 maggio 1999 e n. 59 del 27 dicembre 2023.

## Struttura
Il drappo rettangolare di colore bordeaux brillante, realizzato su base di vertice frangiata, presenta nella parte superiore degli occhielli in oro, ai lati una bordatura dorata e al centro lo stemma regionale tricolore, avente i seguenti significati:
- bianco, in alto a sinistra, a rappresentare le montagne innevate, che rappresentano il 65,1% dell'intero territorio abruzzese, e comprendono le prime due vette dell'Appennino per altezza, ossia il Corno Grande nel massiccio del Gran Sasso d'Italia e il monte Amaro nel massiccio della Maiella[3];
- verde, al centro, a rappresentare la fascia collinare, che rappresenta il 34,9% del territorio regionale, e i parchi abruzzesi, tra cui tre parchi nazionali[3];
- azzurro, in basso a destra, a rappresentare il mare Adriatico, sul quale l'Abruzzo si affaccia con oltre 130 km di coste[3].

I tre colori dello stemma sono disposti nell'ordine geografico che dalla montagna porta al mare; tale scudo sannitico reca in alto la scritta maiuscola "regione abruzzo", talvolta omessa. La bandiera è sorretta da un'asticella in ottone lucido, fatta passare negli occhielli dorati posti nella parte superiore. Nella giunzione tra il puntale e l'asticella pende un nastro dai tricolori nazionali, cui possono essere aggiunte in occasione di eventi funebri due strisce di velo nero.
Non essendo prevista specificamente da alcuna disposizione normativa, la bandiera risulta essere un adattamento del gonfalone istituzionale, disciplinato dalla legge regionale n. 26 del 22 luglio 1986.
A dicembre 2023 lo stemma viene ulteriormente modificato: il Guerriero di Capestrano viene ridisegnato in maniera essenziale dall'artista Mimmo Paladino e colorato d'oro, mentre viene posto sotto lo stemma il motto (che viene anch'esso modificato, dove vengono tolte alcune parti grafiche del nastro e il colore di esso cambia da azzurro a bianco, invece il testo rimane invariato).

## Utilizzo
La bandiera, da mantenersi sempre in buono stato, viene esposta, assieme a quelle dell'Italia e dell'Europa, all'esterno degli edifici pubblici regionali, come le sedi della Giunta e del Consiglio regionali e dei Consigli provinciali, comunali e circoscrizionali o nelle scuole, opportunamente illuminata nelle ore di buio e issata a mezz'asta in occasione di eventi funebri. Il suo uso è generalmente disciplinato dalla legge regionale n. 29 del 21 maggio 1999 e dalle disposizioni del presidente del Consiglio regionale.

## Altre Bandiere

Bandiera de facto in uso fino a dicembre 2023